# L'Amour et la Folie
L'Amour et la Folie est la quatorzième fable du livre XII de Jean de La Fontaine situé dans le troisième et dernier recueil des Fables de La Fontaine, édité pour la première fois en 1693 mais daté de 1694.

## Texte de la fable
Tout est mystère dans l'Amour,

Ses flèches, son carquois, son flambeau, son enfance :

              Ce n'est pas l'ouvrage d'un jour

              Que d'épuiser cette science.

Je ne prétends donc point tout expliquer ici :

Mon but est seulement de dire à ma manière

              Comment l'aveugle que voici

(C'est un Dieu), comment, dis-je, il perdit la lumière ;

Quelle suite eut ce mal, qui peut-être est un bien ;

J'en fais juge un amant, et ne décide rien.

La Folie et l'Amour jouaient un jour ensemble :

Celui-ci n'était pas encor privé des yeux.

Une dispute vint : l'Amour veut qu'on assemble

              Là-dessus le conseil des dieux ;

              L'autre n'eut pas la patience ;

       Elle lui donne un coup si furieux,

              Qu'il en perd la clarté des cieux.

              Vénus en demande vengeance.

Femme et mère, il suffit pour juger de ses cris :

              Les Dieux en furent étourdis,

              Et Jupiter, et Némésis,

Et les Juges d'Enfer, enfin toute la bande.

Elle représenta l'énormité du cas :

Son fils, sans un bâton, ne pouvait faire un pas :

Nulle peine n'était pour ce crime assez grande :

Le dommage devait être aussi réparé.

              Quand on eut bien considéré

L'intérêt du Public, celui de la Partie,

Le résultat enfin de la suprême Cour

              Fut de condamner la Folie

              A servir de guide à l'Amour.
— Jean de La Fontaine, Fables de La Fontaine, L'Amour et la Folie, texte établi par Jean-Pierre Collinet, Fables, contes et nouvelles, Gallimard, « Bibliothèque de la Pléiade », 1991, p. 481